# Marebo
Marebo är ett periodiskt vattendrag i Burundi.   Det ligger i provinsen Muyinga, i den nordöstra delen av landet, 110 kilometer öster om huvudstaden Bujumbura.
Omgivningarna runt Marebo är en mosaik av jordbruksmark och naturlig växtlighet. Runt Marebo är det ganska tätbefolkat, med 179 invånare per kvadratkilometer.